# Lokale Interstellare Wolke

Die Lokale Interstellare Wolke (mittig, gelb) innerhalb der Lokalen Blase (blau, kreisförmig)

Die Lokale Interstellare Wolke (engl. Local Interstellar Cloud, LIC), mitunter auch Lokale Flocke (Local Fluff) genannt, ist eine Wolke aus interstellarer Materie, die derzeit von der Sonne und ihrem System durchwandert wird, wobei die Körper des Sonnensystems durch die Heliosphäre von den meisten Teilchen der Lokalen Interstellaren Wolke abgeschirmt werden.
Die Lokale Interstellare Wolke wiederum befindet sich innerhalb der Lokalen Blase, einer Region der Milchstraße mit wenig interstellarer Masse. Die Wolke entfernt sich derzeit von einer großen Gruppe von Sternen, der Scorpius-Centaurus-Assoziation.

## Eigenschaften
Die Wolke hat einen Durchmesser von knapp 30 Lichtjahren (zum Vergleich: Durchmesser der Lokalen Blase in der galaktischen Ebene mindestens 300 Lichtjahre, Durchmesser der Milchstraße ca. 100.000 Lichtjahre). In der Lokalen Interstellaren Wolke befinden sich bei variierender Teilchendichte durchschnittlich 0,3 Atome pro Kubikzentimeter. Die Temperatur der Teilchen in der Wolke beträgt etwa 6000 Kelvin. Die Lokale Blase dagegen hat nur eine deutlich geringere Dichte bei einer Temperatur von bis zu etwa einer Million Kelvin.

## Die Sonne in der Lokalen Interstellaren Wolke
Das Sonnensystem durchquert die Lokale Interstellare Wolke seit ca. 60.000 Jahren und wird sie voraussichtlich in 2.000 Jahren wieder verlassen. Durch ihr magnetisches Feld und den Sonnenwind erzeugt die Sonne eine Heliosphäre, in der die Auswirkungen der Lokalen Interstellaren Wolke weitgehend abgeschirmt sind.
2019 wurde in der Antarktis Eisen-60 entdeckt, welches der Lokalen Interstellaren Wolke zugeschrieben wurde.

## Weitere Sterne in der Lokalen Interstellaren Wolke
Neben der Sonne mit ihrem System befinden sich einige weitere sonnennahe Sterne in der Lokalen Interstellaren Wolke, darunter fünf am Nachthimmel recht markante Sterne:
- Altair (im Sternbild Adler)
- Wega (in der Leier)
- Arktur (im Bärenhüter)
- Fomalhaut (im Südlichen Fisch)
- Alpha Centauri (im Zentaur)